# Amfibijskoizkrcevalni dok
Amfibijskoizkrcevalni dok (angleško Dock Landing Ship; kratica LSD) je vrsta amfibijskodesantnih vojnih ladij, ki so namenjene prevozu in izkrcanju marincev na neurejeno sovražnikovo obalo, tj. podpori amfibijskega bojevanja. Sprva so LSD lahko le prevažali vojake in lažjo vojaško mehanizacijo, današnji LSD pa so opremljeni z lastnimi amfibijskimi plovili in nekateri tudi s helikopterji.